# Голямата тройка (C++)
Голямата тройка (известна и като Законът за голямата тройка, правилото на тройката; на английски: Rule of three) е правило в известния език за програмиране от високо ниво C++, което гласи, че при дефинирането на клас класът трябва да съдържа следните специални член-функции (методи):
- Деструктор
- Конструктор за копиране
- Предефиниране на оператора за присвояване

Тези три специални член-функции на класа се дефинират по подразбиране от компилатора, ако не са дефинирани от програмиста.
Когато в декларацията на клас има член-данни от тип указател, т.е. в програмата ще се използва динамично заделена памет, тогава Голямата тройка е задължителна. Много програмисти вместо понятието Голяма тройка използват Голяма четворка. Голямата четворка се състои от методите на Голямата тройка заедно с конструктор по подразбиране, т.е. конструктор без параметри.

## Примерен вид на голямата тройка (четворка)
```
#include
 
<iostream>

#include
 
<string.h>

using
 
namespace
 
std
;

class
 
Example

{

    
char
*
 
ex
;

public
:

//...

    
Example
 
();
 
// Конструктор по подразбиране

    
Example
 
(
const
 
Example
&
 
other
);
 
// Декларация на конструктора за копиране

    
Example
&
 
operator
 
=
(
const
 
Example
&
 
t
);
 
// Предефиниране на =

    
~
Example
 
();
 
// Деструктор

//...

};

Example
::
Example
()

// Дефиниция на конструктора по подразбиране

{

    
ex
 
=
 
NULL
;

}

Example
::
Example
(
const
 
Example
&
 
other
)

// Дефиниция на копиращия конструктор

{

    
ex
  
=
 
new
 
char
 
[
strlen
(
other
.
ex
)
 
+
 
1
];

    
strcpy
 
(
ex
,
 
other
.
ex
);

}

Example
&
 
Example
::
operator
 
=
(
const
 
Example
&
 
t
)

// Предефиниране на =

{

    
if
 
(
this
 
!=
 
&
t
)

    
{

        
delete
 
[]
 
ex
;

        
ex
  
=
 
new
 
char
 
[
strlen
(
t
.
ex
)
 
+
 
1
];

        
strcpy
 
(
ex
,
 
t
.
ex
);

    
}

    
return
 
*
this
;

}

Example
::~
Example
()

// Дефиниция на деструктора

{

    
delete
 
[]
 
ex
;

}

//...

```